# قائمة أفلام 2008

## أعلى عشرة افلام جمعأ للأيرادات في عام 2008
| ترتيب | عنوان                                   | استديو                               | الإيرادات (دولار أمريكي) |
| ----- | --------------------------------------- | ------------------------------------ | ------------------------ |
| 1.    | فارس الظلام                             | وارنر برذرز / ليجنداري بيكتشرز       | 997,000,000              |
| 2.    | إنديانا جونز ومملكة الجمجمة الكريستالية | باراماونت بيكتشرز / لوكاس فيلم       | 786,636,033              |
| 3.    | كونغ فو باندا                           | باراماونت / دريم ووركس أنيميشن       | 631,744,560              |
| 4.    | هانكوك                                  | كولومبيا بيكتشرز                     | 624,386,746              |
| 5.    | ماما ميا! (فيلم)                        | يونيفرسل ستوديوز                     | 609,827,661              |
| 6.    | مدغشقر: الهروب إلى أفريقيا              | باراماونت / دريم ووركس               | 603,900,354              |
| 7.    | كم من العزاء                            | مترو غولدوين ماير / كولومبيا بيكتشرز | 586,090,727              |
| 8.    | آيرون مان (فيلم)                        | باراماونت / استوديوهات مارفل         | 585,174,222              |
| 9.    | وال-إي (فيلم)                           | أفلام والت ديزني / پيكسار            | 521,311,860              |
| 10.   | سجلات نارنيا: الأمير قزوين              | ديزني / وولدون ميديا                 | 419,665,568              |

## قائمة الافلام
- 10,000 ق م (فيلم)
- عين النسر (فيلم)
- 21 (فيلم)
- 27 فستانا (فيلم)
- 7 أرطال (فيلم)
- آخر كلام (فيلم)
- آسف على الإزعاج (فيلم)
- آيرون مان (فيلم)
- أربعة أعياد ميلاد
- أسباب غير طبيعية:هل تجعلنا عدم المساواة مرضى؟
- أستراليا (فيلم)
- أشرف حرامي (فيلم)
- أم طفلة (فيلم)
- أوكوريبيتو
- أي كلام (فيلم)
- أيامنا الجاية (فيلم)
- إتش دبور (فيلم)
- إخوة غير أشقاء (فيلم)
- إطلالة على بحيرة تيراس
- إعدام فرعون
- إل يغير العالم
- إمرأة في برلين (فيلم)
- إنديانا جونز ومملكة الجمجمة الكريستالية
- إيجل آي
- احنا اتقابلنا قبل كده (فيلم)
- اختطاف (فيلم)
- استبدال (فيلم 2008)
- البلد دي فيها حكومة (فيلم)
- التحدي (فيلم)
- الجنة (فيلم هندي)
- الحدث
- الحظ والتواصل (فيلم هندي)
- الدادة دودي (فيلم)
- الدوقة (فيلم)
- الرعد الاستوائي (فيلم)
- الركاب (فيلم)
- الرمال العربية (فيلم)
- الريس عمر حرب (فيلم)
- الزائر (فيلم)
- الزمهلوية (فيلم)
- الشفق (فيلم)
- الصبي في البيجامة المخططة (فيلم)
- الطريق الثوري (فيلم)
- العزة و المجد (فيلم )
- العمى (فيلم)
- العين (فيلم 2008)
- الغابة (فيلم)
- القارئ (فيلم)
- القتل المبرر (فيلم)
- الكابوس (فيلم)
- المحصنون
- المحقق كونان: لحن كامل من الرعب
- المدافع (فيلم)
- المرأة (فيلم)
- المش مهندس حسن (فيلم)
- المصارع (فيلم 2008)
- المملكة المحرمة
- المملكة المحرمة (فيلم)
- المهمة المصرفية (فيلم)
- المومياء: قبر إمبراطور التنين
- النجدة (فيلم)
- النمط الحر (فيلم)
- الوعد (فيلم)
- اليوم الذي تبقى فيه الأرض صامدة (فيلم 2008)
- اناكوندا 3 : مقام
- بارون أحمر
- بالتأكيد, ربما (فيلم)
- بانكوك في خطر (فيلم 2008)
- بحر النجوم (فيلم)
- بصرة (فيلم)
- بلد البنات (فيلم)
- بلطية العايمة (فيلم)
- بنات وموتوسيكلات (فيلم)
- بوشكاش (فيلم)
- بولت (فيلم 2008)
- بونيو (فيلم)
- بي كايند ريوايند
- بيفرلي هيلز تشيواوا
- تشي (فيلم)
- تيكن (فيلم)
- ثلاثون (فيلم)
- ثنائي اختاره الرب (فيلم هندي)
- جريمة أمريكية
- جزيرة نيم
- جمبر (فيلم)
- جنون المال (فيلم)
- جنينة الأسماك (فيلم)
- جودا أكبر (فيلم هندي)
- جوع (فيلم 2008)
- حالة بنجامين بوتون الغريبة (فيلم)
- حبيبي نائما (فيلم)
- حسن ومرقص (فيلم)
- حسيبة (فيلم)
- حلم العمر (فيلم)
- خارج التغطية (فيلم)
- خزانة الألم (فيلم)
- دخان بلا نار (فيلم)
- ذا تشيتا جيرلز: وان ورلد
- ذا سكوربيان كينغ 2: رايز أوف أواريور
- ذهب الأبله (فيلم 2008)
- ذي روكر
- ذي هاوس باني
- رامبو 4
- رامي الإعتصامي (فيلم)
- رجل نعم
- رجم ثريا (فيلم)
- رحلة إلى مركز الأرض (فيلم سينمائي 2008)
- رمضان مبروك أبو العلمين حمودة (فيلم)
- روميو على الطريق (فيلم هندي)
- ريبو! الأوبرا الجينية
- ريتشل تتزوج (فيلم)
- ريزدنت إيفل: ديجنريشن
- ريليجولوس
- زي النهارده (فيلم)
- سباق الموت (فيلم)
- سبرامانيابورام
- ستارغيت: ذي آرك أوف تروث
- ستارغيت: كونتينوم
- سجلات سبايدرويك (فيلم)
- سجلات نارنيا: الأمير قزوين
- سو 5 (فيلم)
- سيتا تغني البلوز
- سيمي برو
- سينكدوكي، نيويورك (فيلم)
- شاولين كرة السلة (فلم)
- شبه منحرف (فيلم)
- شعبان الفارس (فيلم)
- صباح الليل (فيلم)
- ضخم
- طباخ الريس (فيلم)
- طوكيو! (فيلم)
- طول عمري (فيلم)
- على جنب يا أسطى (فيلم)
- عندما تبكي حشرة الليل
- عين شمس (فيلم)
- غران تورينو (فيلم)
- غورو الحب
- فار كراي (فيلم)
- فارس الظلام
- فالس مع بشير
- فالكيري (فيلم)
- فتاة بولين الأخرى
- فتنة (فيلم)
- فتى الجحيم 2 (فيلم)
- فجر العالم (فيلم)
- فروست ونيكسون (فيلم)
- في بروج (فيلم)
- فيبي في بلاد العجائب
- فيكي كريستينا برشلونة
- فيلم ناروتو شيبودن: الروابط
- قائمة الأفلام المصرية سنة 2008
- قابل الإسبارطيين
- قبلات مسروقة (فيلم)
- قصة حب 2050 (فيلم هندي)
- قصص ما قبل النوم (فيلم)
- قطار الأناناس السريع (فيلم)
- قنديشة (فيلم)
- كابتن هيما (فيلم)
- كاريوكي (فيلم)
- كازانيكرا (فيلم)
- كامب (فيلم)
- كامب روك
- كباريه (فيلم)
- كتلة أكاذيب (فيلم)
- كلاشنكوف (فيلم)
- كلوفرفيلد
- كم من العزاء
- كن ذكيا
- كوسلين
- كونغ فو باندا
- كيث (فيلم)
- لا تتراجع (فيلم)
- لا يمكن تعقبها
- لحظات أنوثة (فيلم)
- لغتان وحقيبة سفر (فيلم)
- ليلة البيبي دول (فيلم)
- ليلة حفل التخرج (فيلم)
- ليلة في القمر (فيلم)
- ما الذي حدث للتو؟ (فيلم)
- ما حدث في فيجاس
- مارلي وأنا (فيلم)
- ماشيين بالعكس (فيلم)
- ماكس باين (فيلم)
- ماما ميا! (فيلم)
- مجرد يوم آخر
- مخلوقات مجنحة (فيلم)
- مدغشقر: الهروب إلى أفريقيا
- مرثيه (فيلم )
- مرحبا بك في بيتك روسكو جنكينز
- مرحبا بكم في أرض الشتيين (فيلم)
- مسجون ترانزيت (فيلم)
- مسخرة (فيلم)
- مصطفى بن بولعيد (فيلم)
- مطرودون:غير مسموح بالذكاء
- مفيش فايدة (فيلم)
- مقلاع الهيب هوب
- ملح هذا البحر (فيلم)
- مليونير متشرد (فيلم)
- مناحي (فيلم سعودي)
- مهمة إسطنبول (فيلم هندي)
- موسم صيد 2
- ميرورز (فلم)
- ميلاد إسرائيل (فيلم وثائقي)
- ميلك (فيلم)
- ميلودراما حبيبي (فيلم)
- ناقل 3 (فيلم)
- نظرية الفوضى (فيلم)
- نقطة أفضلية (فيلم)
- نمس بوند (فيلم)
- نيويورك، أنا أحبك
- هانا مونتانا ومايلي سايروس:أفضل حفلة في كلا العالمين
- هانكوك
- هاي سكول ميوزيكال 3: سينيور يير
- هروب هارولد وكومار من خليج غوانتانامو (فيلم)
- هورتن يسمع هووو!
- هولك الخارق (فيلم)
- وال-إي (فيلم)
- وانتد (فيلم)
- وداعا أمهات (فيلم)
- وردة (فيلم قصير)
- ورقة شفرة (فيلم)
- وصيف الشرف
- يحرق بعد القراءة
- ييب مان (فيلم)